# Hanley Ramírez
Pour les articles homonymes, voir Ramírez.
Hanley Ramírez (né le 23 décembre 1983 à Samana en République dominicaine) est un ancien joueur de la Ligue majeure de baseball. À l'origine joueur d'arrêt-court, il a aussi durant sa carrière évolué au troisième but et occupé chez les Red Sox le poste de champ gauche avant de s'installer au premier but en 2017.
Recrue de l'année en Ligue nationale en 2006, meilleur frappeur de la Ligue nationale en 2009 et vainqueur de deux Bâtons d'argent, il est sélectionné à trois reprises au match des étoiles (2008, 2009 et 2010) comme représentant des Marlins de la Floride, pour lesquels il évolue de 2006 à 2012. Il s'aligne par la suite pour les Dodgers de Los Angeles.

## Biographie
Hanley Ramirez signe son premier contrat professionnel à l'été 2000 avec les Red Sox de Boston. Il fait ses débuts dans le baseball majeur avec Boston le 25 septembre 2005. Après seulement 2 matchs joués pour cette équipe, il est impliqué dans une importante transaction entre les Red Sox et les Marlins de la Floride : ces derniers cèdent le lanceur étoile Josh Beckett, le releveur Guillermo Mota et le joueur de troisième but Mike Lowell aux Sox en retour de Ramirez et des lanceurs Aníbal Sánchez, Jesús Delgado et Harvey García.

### Marlins de Miami

#### Saison 2006

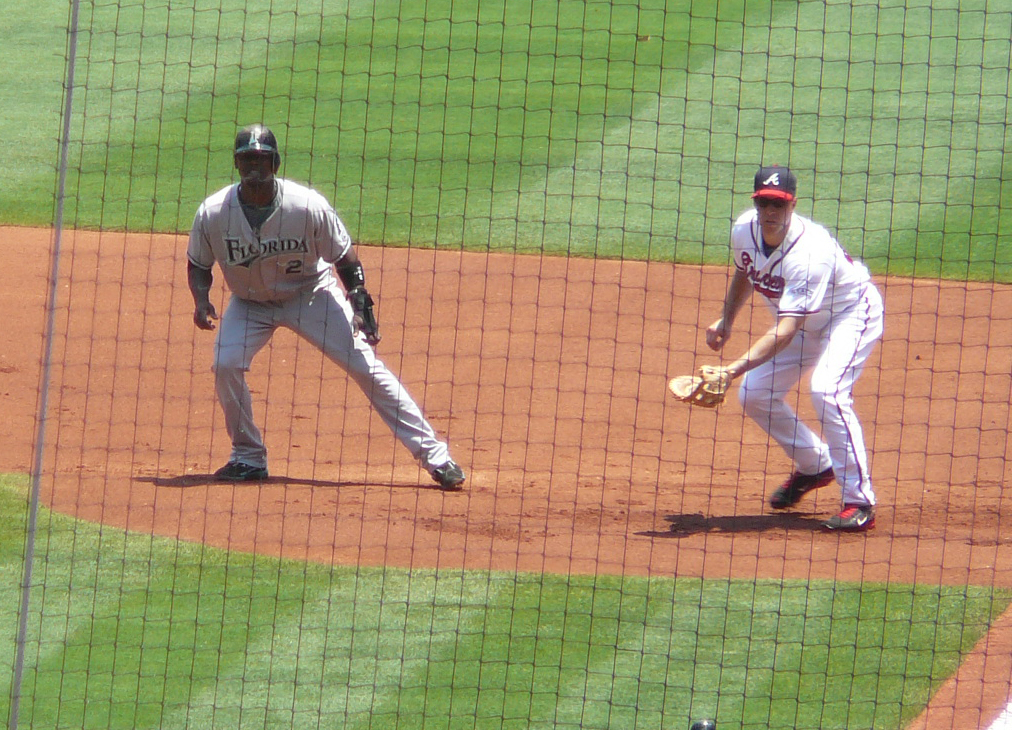
Hanley Ramírez (à gauche) vole deux fois plus de 50 buts en une saison.

En 2006, Ramírez fait ses débuts avec les Marlins de la Floride et est élu recrue de l'année de la Ligue nationale grâce à une première saison complète de 185 coups sûrs, 17 circuits, 59 points produits, 119 points marqués et 51 buts volés, statistiques auxquelles s'ajoute une moyenne au bâton de ,292. Il est l'un des meilleurs frappeurs de triples de la ligue, avec 11 durant l'année.
Accpetant le titre de recrue de l'année à l'âge de 22 ans, Ramírez est le second joueur de l'histoire de la franchise à remporter ce prix, trois ans après Dontrelle Willis.

#### Saison 2007

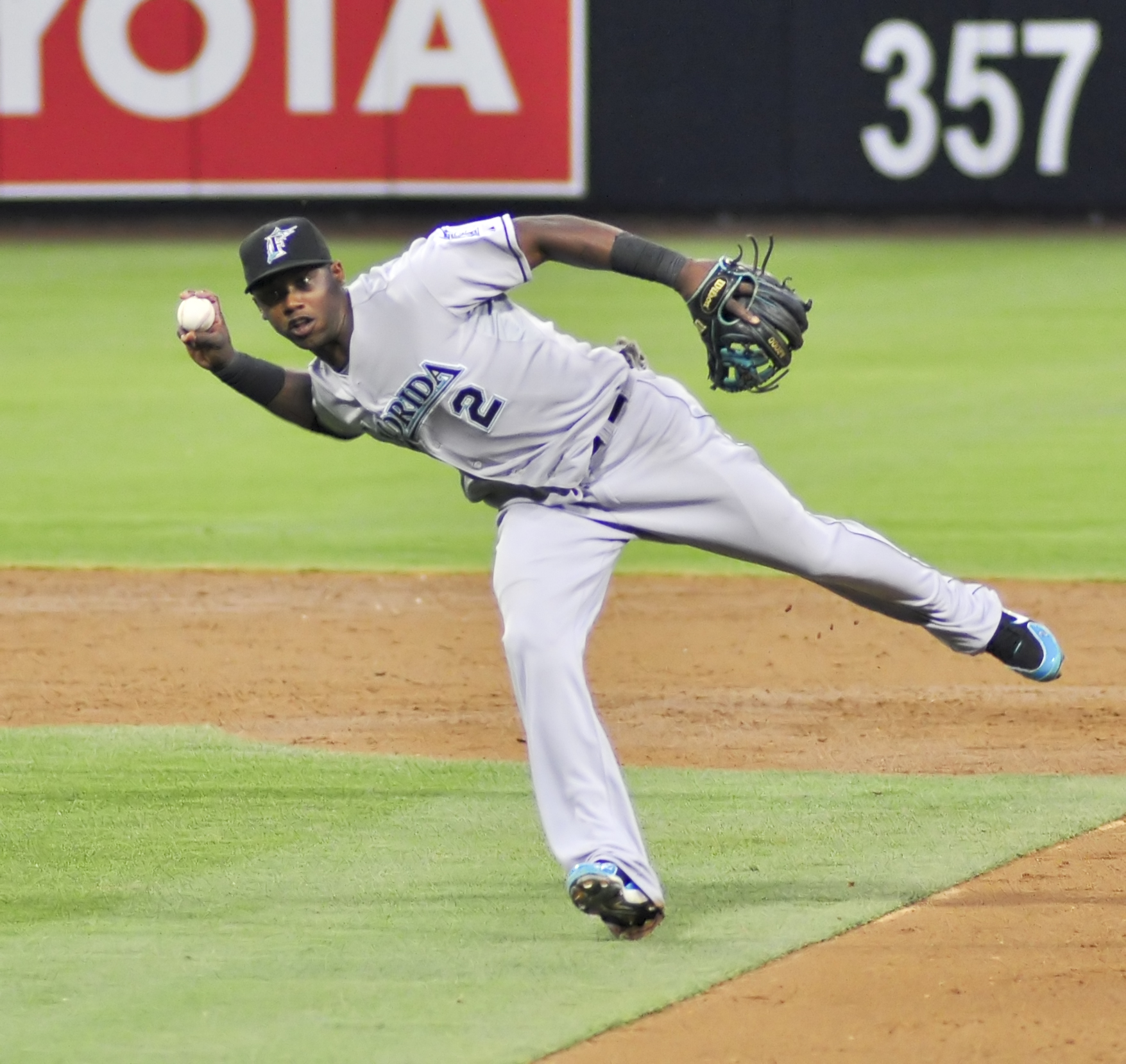
Hanley Ramírez à l'arrêt-court pour les Marlins en 2008.

En 2007, il termine 5e de la Ligue nationale pour la moyenne au bâton (,332), 2e pour les coups sûrs (212) derrière Matt Holliday des Rockies du Colorado, second pour les points marqués (125) derrière Jimmy Rollins des Phillies de Philadelphie, 3e pour le total de buts (359) derrière Holliday et Rollins, 3e pour les doubles (48) après Holliday et son coéquipier des Marlins Dan Uggla, 3e pour les buts volés (51), 4e pour les coups sûrs de plus d'un but (83) et 9e pour la moyenne de puissance (,562).
Pour la première fois, il est considéré au titre de joueur par excellence de la saison dans la Ligue nationale, prenant le 10e rang du vote qui couronne Jimmy Rollins.

#### Saison 2008
En 2008, le joueur des Marlins est pour la première fois invité au match des étoiles du baseball majeur. Il remporte son premier Bâton d'argent comme meilleur joueur offensif à sa position dans la Ligue nationale, une première pour un arrêt-court des Marlins. Il mène les majeures pour les points marqués avec 125, égalant son meilleur total en carrière établi la saison précédente. Avec 33 circuits et 35 buts volés, il entre dans le club 30-30. Sa moyenne au bâton s'élève à ,301 et sa moyenne de puissance à ,540. Il entre aussi dans le top 5 de la Nationale avec un pourcentage de présence sur les buts de ,400 et dans le top 10 pour les circuits.
Il est de nouveau considéré au titre de joueur de l'année mais prend le 11e rang du vote dominé par Albert Pujols.

#### Saison 2009
En 2009, il reçoit une nouvelle invitation au match des étoiles et remporte championnat des frappeurs de la Ligue nationale avec sa moyenne au bâton de ,342. On lui décerne un deuxième Bâton d'argent comme meilleur joueur d'arrêt-court offensif de la Nationale.  Avec 197 coups sûrs dont 42 doubles et 24 circuits, ainsi qu'un sommet en carrière de 106 points produits, Ramirez termine deuxième au vote désignant le joueur par excellence de la saison, mais Albert Pujols est choisi à l'unanimité.

#### Saison 2010
En 2010, son ardeur au jeu est mise en doute. Un incident survient en mai alors qu'il botte accidentellement la balle qu'il poursuivait hors position, et jogge pendant six secondes, jusqu'au champ extérieur pour la récupérer pendant que l'adversaire marque deux points. Son gérant Fredi González le retire du match et le cloue au banc. Alors que ce dernier et certains autres joueurs critiquent Ramírez, l'arrêt-court des Marlins prétexte avoir été légèrement blessé à la cheville plus tôt dans la partie et critique publiquement González.
Ramírez connaît néanmoins une bonne année avec une moyenne au bâton de ,300 mais son total de 76 points produits est nettement inférieur en comparaison des 106 obtenus la saison précédente.

#### Saison 2011
La saison 2011 de l'arrêt-court des Marlins est compromise par les blessures. Pour la première fois de sa carrière, il se retrouve sur la liste des joueurs blessés, en raison de douleurs au dos et à la jambe gauche. Après un bref retour au jeu, il est de nouveau sur la touche en juin et il ne joue plus après son match du 2 août. Ses performances sur le terrain en souffrent et il affiche ses moins bonnes statistiques depuis son entrée dans les majeures : moyenne au bâton d'à peine ,243 en 92 matchs, 10 circuits, 20 buts volés et 45 points produits.

#### Saison 2012
En décembre 2011, les Marlins de Miami mettent sous contrat le joueur d'arrêt-court et champion frappeur de la saison précédente José Reyes, qui quitte les Mets de New York pour accepter l'entente de 6 saisons proposée par l'équipe de Floride. Son arrivée signifie toutefois un changement de position pour Ramírez, que l'on déplace au troisième but, une perspective qui fait jaser au cours de la saison morte parce qu'elle déplaît, croit-on, au principal intéressé.
Les choses ne s'améliorent guère pour Ramírez en 2012. Après 93 parties pour les Marlins, sa moyenne au bâton n'est qu'à ,246. Sa moyenne de puissance (,428) est légèrement en hausse comparée à ses statistiques de 2011 mais tout de même en deçà de ses performances des années précédentes et son pourcentage de présence sur les buts (,322) est en chute libre. Il a deux circuits et 14 points produits lorsque le 25 juillet, Ramírez et le releveur Randy Choate sont transférés des Marlins aux Dodgers de Los Angeles en retour des lanceurs Nathan Eovaldi et Scott McGough.

### Dodgers de Los Angeles

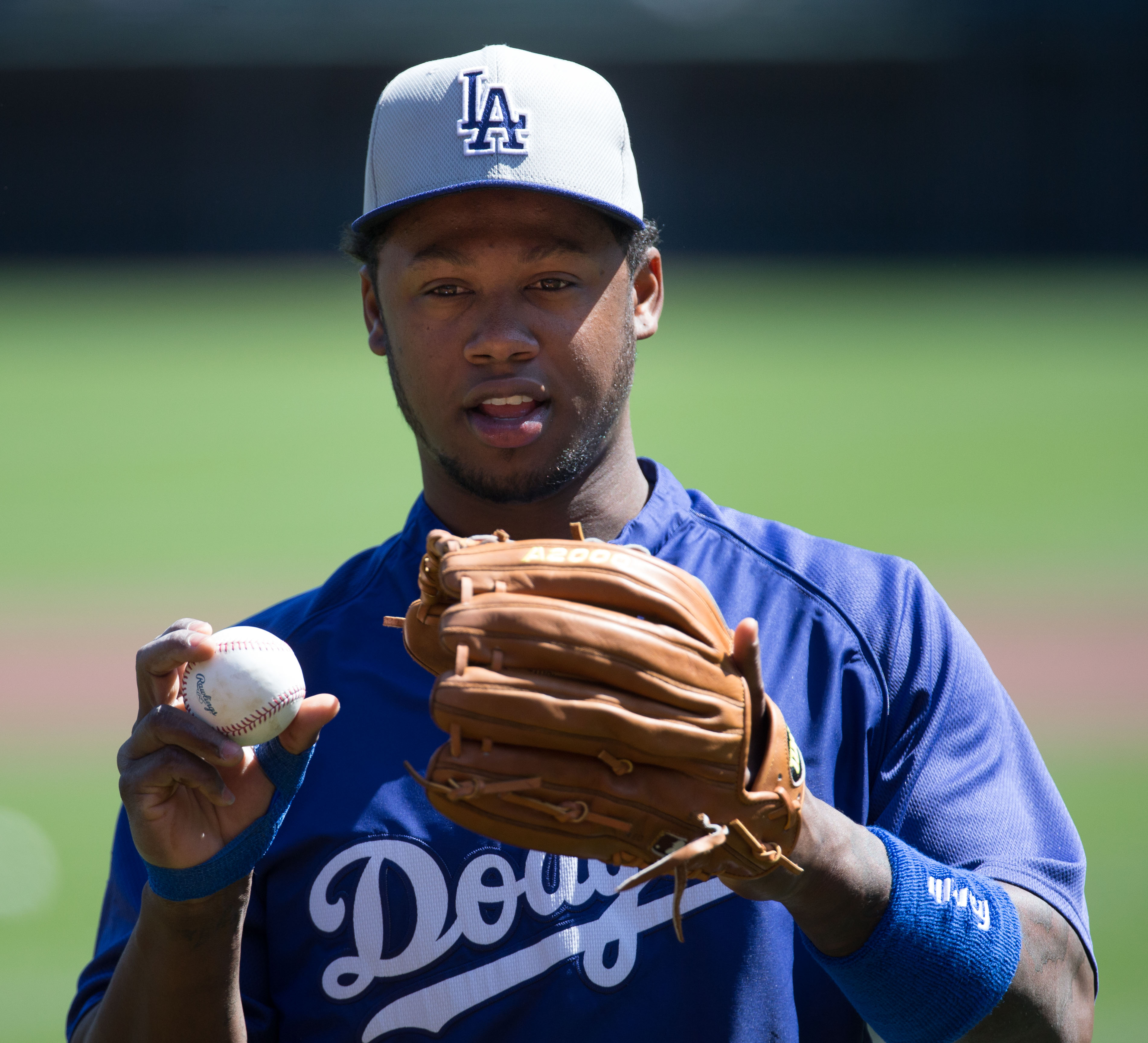
Hanley Ramírez en avril 2013 avec les Dodgers de Los Angeles.

Il frappe pour ,271 avec 10 circuits et 44 points produits en 64 parties pour les Dodgers après son arrivée et termine la saison 2012 avec 24 circuits, 92 points produits, 155 coups sûrs, 21 buts volés et une moyenne au bâton de ,257 en 157 parties jouée pour Miami et Los Angeles.

#### Saison 2013
Après deux saisons décevantes, Ramírez rebondit en 2013 et il aide les Dodgers à remporter le championnat de la division Ouest. Avant le début de la saison du baseball majeur, il remporte avec l'l'équipe de République dominicaine la Classique mondiale de baseball 2013, mais il se blesse à un ligament du pouce droit dans le match de finale face à Porto Rico. L'absence prévue pour Ramírez, qui doit être opéré, est initialement de deux mois, mais sa convalescence se déroule mieux que prévu et il est dès la fin avril de retour avec les Dodgers. La malchance frappe à nouveau à son 4e match joué depuis son retour, alors qu'une nouvelle blessure, cette fois aux muscles ischio-jambiers, le met à l'écart pour un mois. Son retour début juin coïncide avec la remontée des Dodgers qui, après un début de calendrier difficile, vont remporter 42 matchs dans une séquence de 50 parties. 
Bien qu'il n'ait joué que 86 matchs et obtenu 336 passages au bâton (un nombre insuffisant pour le qualifier au titre de champion frappeur), Ramírez présente en 2013 sa meilleure moyenne au bâton (,345) en une année. Il est deuxième des Dodgers avec 20 circuits, deux de moins que Adrian Gonzalez, et compte 25 doubles, 62 points marqués, 10 buts volés et 57 points produits.
Pour la première fois, il joue en séries éliminatoires. Durant la Série de divisions qui met aux prises les Dodgers et les Braves d'Atlanta, il produit tous les points de son club avec un double et un circuit de deux points dans le 2e affrontement, perdu 4-3 par Los Angeles. Il réussit 3 coups sûrs dans un gain de 13-6 des Dodgers dans le 3e match et termine la série avec 8 coups sûrs, dont 4 doubles, un triple et un circuit, pour une moyenne au bâton de ,500 et une moyenne de puissance de 1,063. Ses succès ne se transportent cependant pas en Série de championnat de la Ligue nationale, où il est limité à deux coups sûrs en 5 matchs par les lanceurs des Cardinals de Saint-Louis. Malgré le fait qu'il n'ait joué qu'une demi-saison, l'impact du retour au jeu de Ramírez sur la campagne des Dodgers est souligné par le vote désignant le joueur par excellence de la Ligue nationale, où il termine 8e.

#### Saison 2014
Souvent blessé, il rate plus de 30 matchs des Dodgers en 2014. En 128 parties jouées, il frappe pour ,283 avec 13 circuits, 71 points produits, 64 points marqués, 35 doubles et 14 buts volés. Malgré l'élimination rapide des Dodgers, il fait bien en éliminatoires avec 6 coups sûrs en 14 dans la Série de division contre Saint-Louis. Il devient agent libre après la saison 2014.

### Red Sox de Boston

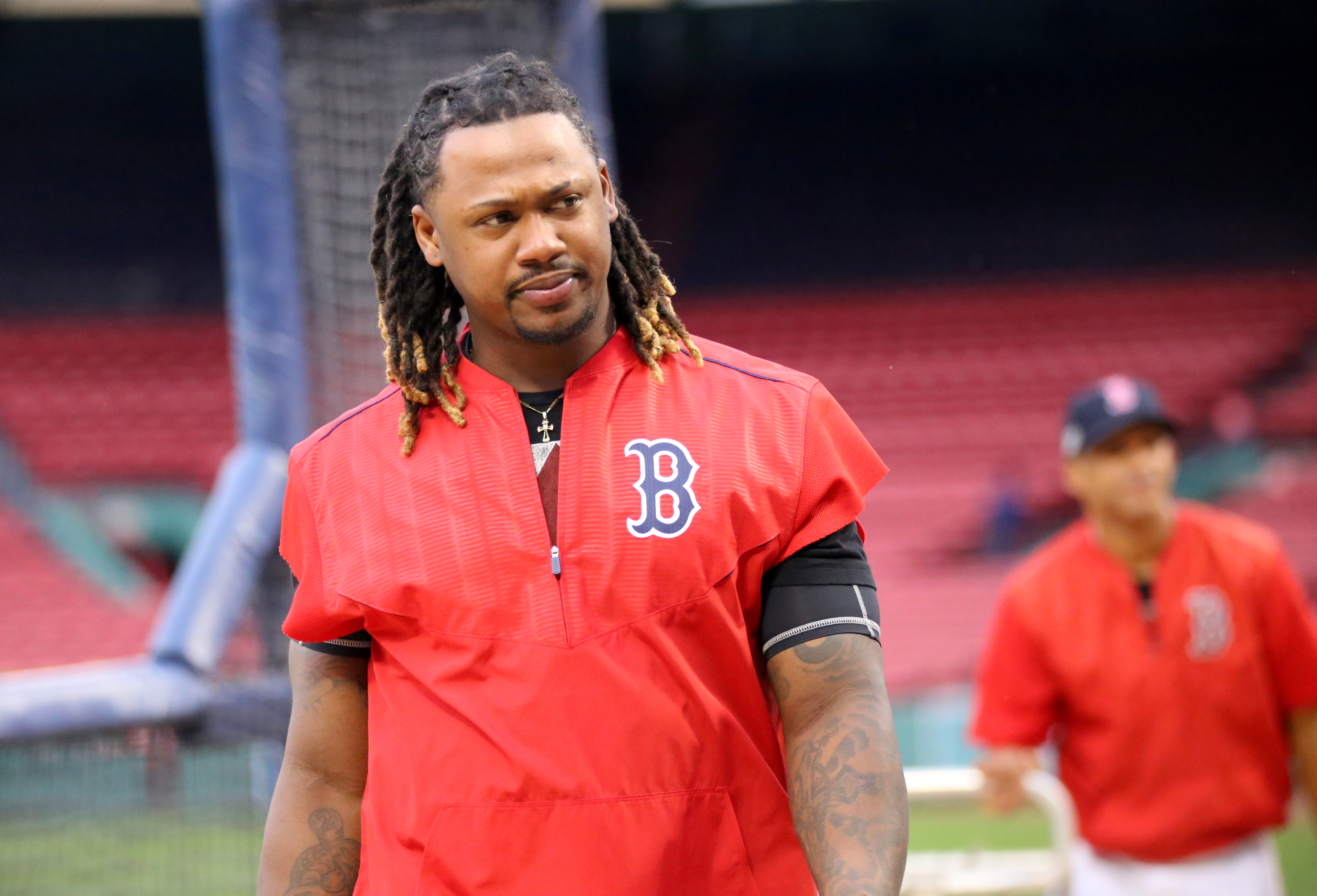
Hanley Ramírez en 2016.

Le 25 novembre 2014, Hanley Ramírez retourne à sa toute première équipe, pour laquelle il n'avait joué que deux matchs 10 ans plus tôt : les Red Sox de Boston. Il paraphe une entente de 88 millions de dollars pour 4 saisons. Puisque les Red Sox ont déjà le jeune Xander Bogaerts au poste d'arrêt-court et qu'ils annoncent le même jour l'embauche de l'agent libre Pablo Sandoval pour occuper le troisième but, il est prévu que Ramírez joue au champ gauche en 2015.
Après une saison 2015 au champ gauche, il est installé au premier but toute la saison 2016. Après une mauvaise année 2015 en offensive, il rehausse son jeu en 2016 avec 30 circuits et 111 points produits, et fait passer sa moyenne au bâton de ,249 la saison précédente à ,286. La hausse de sa moyenne de présence sur les buts entre les deux saisons est encore plus remarquable : il la fait passer de seulement ,291 à ,361.

## Statistiques
| Saison | Équipe           | G    | AB   | R    | H    | 2B  | 3B | HR  | RBI | SB  | BA    |
| ------ | ---------------- | ---- | ---- | ---- | ---- | --- | -- | --- | --- | --- | ----- |
| 2005   | Boston           | 2    | 2    | 0    | 0    | 0   | 0  | 0   | 0   | 0   | 0,000 |
| 2006   | Floride          | 158  | 633  | 119  | 185  | 46  | 11 | 17  | 59  | 51  | 0,292 |
| 2007   | Floride          | 154  | 639  | 125  | 212  | 48  | 6  | 29  | 81  | 51  | 0,332 |
| 2008   | Floride          | 153  | 589  | 125  | 177  | 34  | 4  | 33  | 67  | 35  | 0,301 |
| 2009   | Floride          | 151  | 576  | 101  | 197  | 42  | 1  | 24  | 106 | 27  | 0,342 |
| 2010   | Floride          | 142  | 543  | 92   | 163  | 28  | 2  | 21  | 76  | 32  | 0,300 |
| 2011   | Floride          | 92   | 338  | 55   | 82   | 16  | 0  | 10  | 45  | 20  | 0,243 |
| 2012   | Miami LA Dodgers | 157  | 604  | 79   | 155  | 29  | 4  | 24  | 92  | 21  | 0,257 |
| 2013   | LA Dodgers       | 86   | 304  | 62   | 105  | 25  | 2  | 20  | 57  | 10  | 0,345 |
| 2014   | LA Dodgers       | 128  | 449  | 64   | 127  | 35  | 0  | 13  | 71  | 14  | 0,283 |
| 2015   | Boston           | 105  | 401  | 59   | 100  | 12  | 1  | 19  | 53  | 6   | 0,249 |
| 2016   | Boston           | 147  | 549  | 81   | 157  | 28  | 1  | 30  | 111 | 9   | 0,286 |
| 2017   | Boston           | 133  | 496  | 58   | 120  | 24  | 0  | 23  | 62  | 1   | 0,242 |
| 2018   | Boston           | 44   | 177  | 25   | 45   | 7   | 0  | 6   | 29  | 4   | 0,254 |
| Totaux | Totaux           | 1652 | 6300 | 1045 | 1825 | 374 | 32 | 269 | 909 | 281 | .290  |

Note : G = Matches joués ; AB = Passages au bâton; R = Points ; H = Coups sûrs ; 2B = Doubles ; 3B = Triples ; 
HR = Coup de circuit ; RBI = Points produits ; SB = Buts volés ; BA = Moyenne au bâton.